# Sgurr Choinnich Mor
Sgurr Choinnich Mor är ett berg i Storbritannien.   Det ligger i kommunen Highland och riksdelen Skottland, i den nordvästra delen av landet, 700 km nordväst om huvudstaden London. Toppen på Sgurr Choinnich Mor är 1 094 meter över havet, eller 180 meter över den omgivande terrängen. Bredden vid basen är 1,3 km.
Terrängen runt Sgurr Choinnich Mor är kuperad åt sydost, men åt nordväst är den bergig.Runt Sgurr Choinnich Mor är det mycket glesbefolkat, med 4 invånare per kvadratkilometer. Närmaste större samhälle är Fort William, 12,7 km väster om Sgurr Choinnich Mor. Omgivningarna runt Sgurr Choinnich Mor är i huvudsak ett öppet busklandskap.